# مردان سیاه‌پوش ۲
مردان سیاه‌پوش ۲ (به انگلیسی: Men in Black II) فیلمی علمی تخیلی به کارگردانی بری ساننفلد محصول سال ۲۰۰۲ آمریکا است که از بازیگران اصلی آن می‌توان به ویل اسمیت، تامی لی جونز، لارا فلین بویل، جانی ناکسویل، ریپ تورن، تونی شالهوب، پاتریک واربرتون، دیوید کراس و پیتر گریوز اشاره کرد. این فیلم دنباله‌ای بر فیلم مردان سیاه‌پوش (۱۹۹۷) و دومین قسمت از مجموعه فیلم‌های مردان سیاه‌پوش است.
مایکل جکسون نیز در بخشی کوتاه از فیلم نقش‌نمایی می‌کند.

## خلاصه داستان
حالا مأمور جی (ویل اسمیت) در بالاترین رتبه کاری قرار گرفته و تقریباً به صورت تنها کارها را انجام می‌دهد و مأمور کی (تامی لی جونز) بازنشسته شده اما مأمور جی تصمیم می‌گیرد تا برای مقابله با سرلنا دوباره کی را به کار بازگرداند و حافظه او را ترمیم کند. سرلنا به مرکز مردان سیاهپوش حمله کرده و آنجا را در اختیار گرفته با این حال کِی و جِی تصمیم به حمله به مرکز و بازپس‌گیری آن از سرلنا و افرادش می‌گیرند و موفق می‌شوند که افراد سرلنا را شکست دهند با این حال مأمور کی هشدار می‌دهد باید مانع از خروج روشنایی خاص از زمین شد پس تصمیم می‌گیرند تا سرلنا را تعقیب کنند تا مانع از عملیات او شوند و کرم بزرگ درون مترو هم عاملی بر سر راه آن‌ها می‌باشد و موفق می‌شوند جلوی سرلنا را بگیرند حالا آن‌ها می‌خواهند تا لورا را به فضا بفرستند تا با فرستادن او به این مأموریت پایان دهند و بتوانند نور مخصوص را از زمین خارج کنند